# Алиев, Эльчин Тофик оглы
Эльчин Тофик оглы Алиев (азерб. Elçin Tofiq oğlu Əliyev; род. 18 сентября 1967, Баку) — азербайджанский архитектор, историк архитектуры, Доктор искусствоведения, профессор, член правления Союза архитекторов Азербайджана (с 1994 года), член Политсовета и Председатель комитета культуры партии Республиканская альтернатива.

## Биография
18 сентября 1967 года Алиев Эльчин Тофик оглы родился в городе Баку.
В 1974—1984 годах учился в средней общеобразовательной школе № 160.
В 1984 году поступил на Архитектурный факультет Азербайджанского инженерно-строительного института, который закончил с отличием в 1989 году.
В 1987 году прошёл производственную практику в S.V.S.T. (Словацкая высшая техническая школа, Братислава).
В 1988 году в городе Москве (Россия) избран Председателем Закавказского отделения Всесоюзного Общества молодых архитекторов. С 1989 года член Союза архитекторов Азербайджана. С 1994 года Член правления Союза архитекторов Азербайджана. С 1998 года член Союза дизайнеров Азербайджана.
В 1998 году защитил кандидатскую диссертацию по архитектуре на тему: «Социально-пространственная организация городской среды в столичном центре Баку».
В 2004—2005 годах являлся полномочным представителем Римской католической церкви (Государство Ватикан) в Азербайджане по всем вопросам, связанным с проектированием и строительством католического храма в Баку.

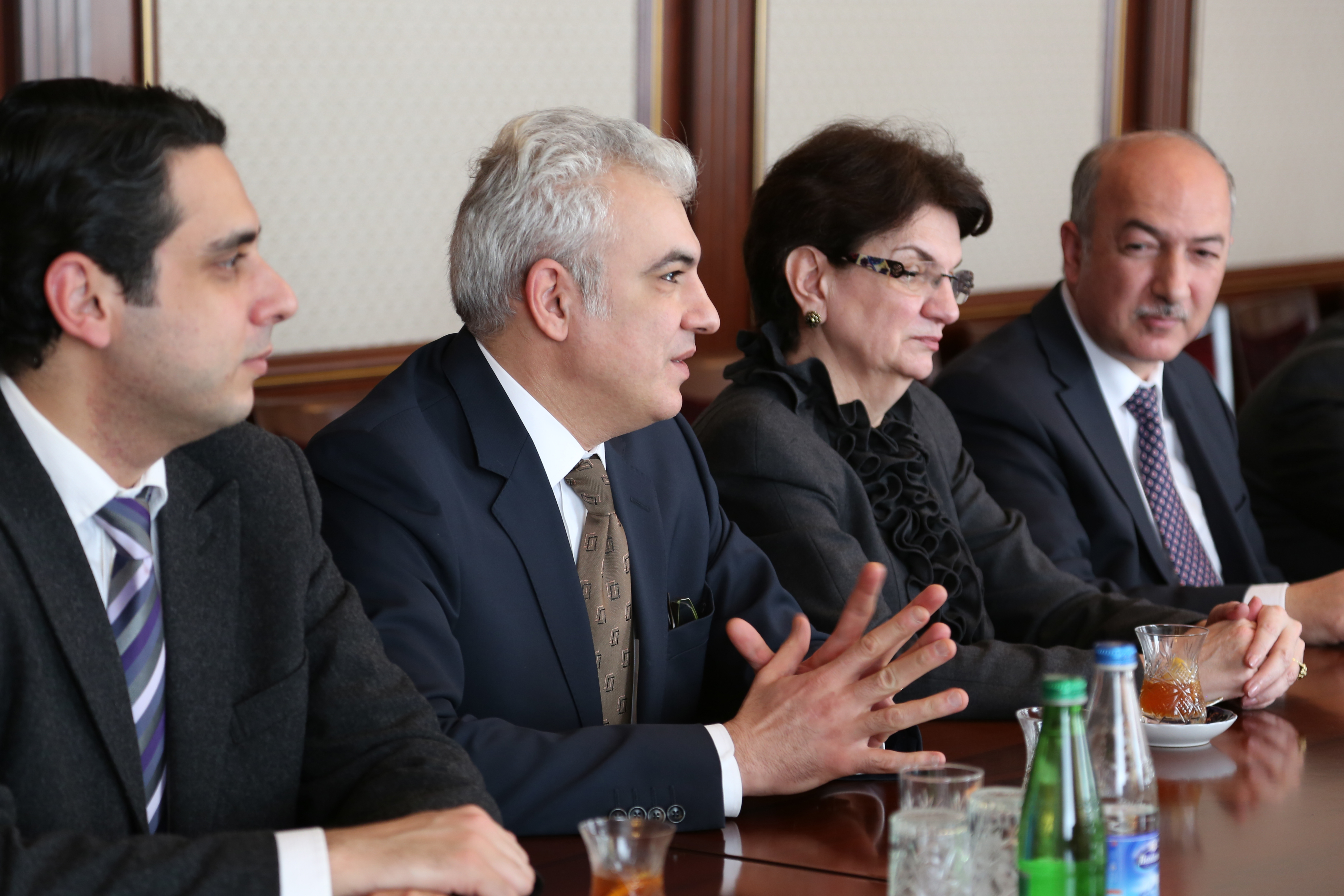
На встрече в Нахчыване

С 2012 по 2017 год работал заместителем председателя правления Союза архитекторов Азербайджана.
В 2014 году защитил докторскую диссертацию на тему: «Дизайн современного интерьера в Азербайджане».
В 2014 году на XXV Всемирном конгрессе архитекторов в Дурбане (ЮАР) избран членом комиссии по работе с молодёжью Международного союза архитекторов (UIA).
С 2015 года является профессором Западно-Каспийского университета в Баку.
В 2016 году Алиев Э. Т. избирается президентом Бакинского архитектурного клуба.
В 2017 году Алиев Э. Т. учреждает (совместно с писателем Рзаевой Г. А.) Клуб интеллигенции «Pəncərə — mədəniyyətə baxış».
С 2018 года — член Союза писателей Азербайджана.
Написанные Алиевым Э. Т. книги «Фасадная скульптура Баку» и «Двери и парадные Баку» издаются со стороны Фонда имени Гейдара Алиева, а книга «Архитектура Баку 1920—1930-х годов периода конструктивизма» издана на средства из Президентского Фонда Президента Азербайджана.
В настоящее время является членом комиссии по работе с молодёжью Международного союза архитекторов (UIA), председателем Государственной аттестационной комиссии и профессором Западно-Каспийского университета.
Автор 20 книг и 140 научных статей в области архитектуры, дизайна и градостроительства.

## Работы

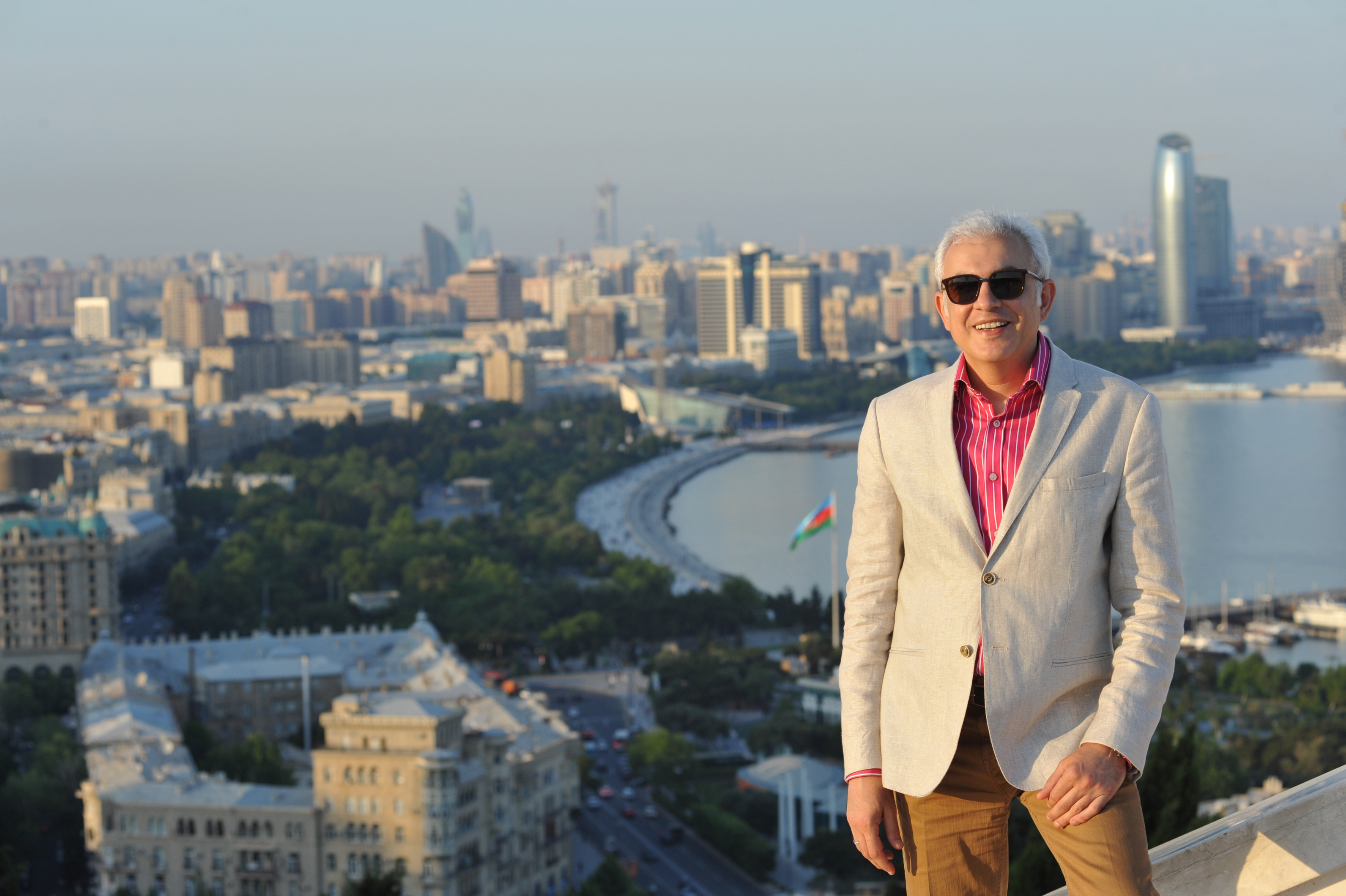
На фоне панорамы Баку

За тридцать пять лет профессиональной деятельности спроектировал и воплотил в жизнь более 70-ти архитектурных и дизайнерских проектов. Проекты архитектора Алиева Э. Т. получали различные награды и премии в России, Иране, Турции, Франции, Германии, Грузии. Участник Всемирных конгрессов архитектуры в 2008 году (Турин, Италия), 2011 году (Токио, Япония), 2014 году (Дурбан, ЮАР).
В 2007 году по проекту Алиева Э. Т. (совместно с архитектором Паоло Ругейро) в Баку построена Церковь Непорочного зачатия Пресвятой Девы Марии.
В 2011 году на основании проекта Алиева Э. Т. реконструирована церковь «Джотари» в селении Нидж Габалинского района Азербайджана.
В 2015 году проект жилого комплекса «Atrium Shikhov» удостоен диплома Первой степени XIII Международного смотра-конкурса на лучший проект (постройку) года среди стран Восточной Европы и СНГ.
В 2016 году, по проекту Алиева Э. Т., в посёлке Зиря на Апшероне, построена Пятничная мечеть памяти Айдына Курбанова на средства Фонда Гейдара Алиева и Самеда Курбанова.
В 2018 году проект мечети в посёлке Зиря архитектора Алиева Э. Т. был номинирован на Премию Ага-Хана по архитектуре.

## Награды
Также неоднократно награждался грамотами, дипломами, благодарностями со стороны союзов архитекторов и дизайнеров других стран, Международной Ассоциации Союзов Архитекторов, Международной академии архитектуры стран Востока, Министерства культуры Азербайджана, других государственных, частных и международных организаций.
В 2002 году награждён со стороны Русской православной церкви орденом Преподобного Сергия Радонежского за проектирование и руководство работами по восстановлению здания церкви Святых Жен-Мироносиц в городе Баку.
В 2004 году победитель Первого Бакинского международного архитектурного конкурса, проводимого компанией «Italdesign».
В 2007 году награждён «Почётным золотым значком» Союза архитекторов Азербайджана.
В 2013 году удостоен почётного звания «Ustad Memar» со стороны Союза архитекторов Азербайджана.
В 2013 году награждён Почётным дипломом Первого Бакинского международного архитектурного конкурса.
В 2015 году награждён Почётным дипломом Второго Бакинского международного архитектурного конкурса.
В 2016 году книга «Архитектура Баку 1920—1930-х годов периода конструктивизма» удостоена диплома Первой степени XIV Международного смотра-конкурса на лучшее печатное издание года среди стран Восточной Европы и СНГ.